# Самарская паланка
Самарская паланка — административно-территориальная единица Запорожской Сечи в 18 веке. Центр паланки — город Новая Самарь (ныне город Новомосковск) — новый казацкий центр левобережья Днепра после строительства русской крепости в старой казацкой сечи и ее оставления казаками.
Паланка была расположена по обе стороны реки Самары, вверх от левого берега Днепра, в будущих Новомосковском, Павлоградском и частично Александровском уездах Екатеринославской губернии.
В 1731-1733 годах вдоль рек Орели и Берестовой строится российская военная линия. Ее официальным назначением было заграждения пути татарских набегов на Гетманскую Украину и вглубь России. Уже в 1738 году в ее состав входило 16 крепостей. Здесь были расселены Днепровский и Донецкий полки, а также полки российской ландмилиции. С 1764 года здесь водворен Молдавский гусарский полк из Киева, который переименовали в Самарский гусарский полк. Он включен в Новороссийскую губернию.
В 1766 году из Самарской паланки Запорожья, из-за быстрого увеличения количества населения, выделили Протовчанскую и Орельскую паланки.
К паланке принадлежали село: Цапли, Песчаная Самарья, Переметовка, Каменка, Сокольский редут, Бригадировка, Ревовка, Бардаковка, Адамковка, Пышновка, Военное, Монашеское, Подгородное, Спасское и другие.
В 1775 году Самарскую паланку отменили и Запорожскую Сечь разрушили. На ее месте был образован Новомосковский уезд с центром в переименованной Самаре — Новомосковск.

## Старшина
- Иванов, Иосиф (писарь) — полковой писарь.